# Abdulwahab Al Safi
Abdulwahab Al Safi (sinh ngày 4 tháng 6 năm 1984 ở Manama, Bahrain) là một cầu thủ bóng đá người Bahrain.
Anh thi đấu cho đội bóng nước ngoài Al-Qadisiyah ở Saudi Professional League, ở vị trí tiền vệ. Anh được triệu tập vào Đội tuyển bóng đá quốc gia Bahrain tại 2011 và Cúp bóng đá châu Á 2015.

## Bàn thắng quốc tế
Tỉ số và kết quả liệt kê bàn thắng của Bahrain trước.
| Bàn thắng | Thời gian            | Địa điểm                                                      | Đối thủ | Tỉ số | Kết quả | Giải đấu                        |
| --------- | -------------------- | ------------------------------------------------------------- | ------- | ----- | ------- | ------------------------------- |
| 1.        | 18 tháng 12 năm 2012 | Sân vận động Quốc tế Jaber Al-Ahmad, Thành phố Kuwait, Kuwait | Syria   | 1–0   | 1–1     | Giải vô địch bóng đá Tây Á 2012 |